# Província de Manisa
Manisa és una província situada a la part occidental de Turquia. Les seves províncies veïnes són Esmirna a l'oest, Aydin al sud, Denizli al sud-est, Uşak a l'est, Kütahya al nord-est, i Balikesir al nord. La capital de la província és la ciutat de Manisa.

## Districtes
La província de Manisa es divideix en 16 districtes (el districte de la capital apareix en negreta):
- Ahmetli
- Ak Hisar
- Alaşehir
- Demirci
- Gölmarmara
- Gördes
- Kırkağaç
- Köprübai
- Kula
- Manisa
- Salihli
- Sarıgöl
- Saruhanlı
- Selendi
- Soma
- Turgutlu

## Llocs d'interès
El parc nacional de Sipilos (Spil Dağı Milli Parkı), prop de la ciutat de Manisa, ocupa una àrea coberta d'una important massa forestal, fonts termals, i la famosa "roca que crida" Niobe, i una escultura hitita de la dea Cíbele (Dea Mare). El parc presumeix de tenir dins seu al voltant de 120 varietats de plantes natives, especialment tulipes salvatges. El parc proporciona oportunitats per practicar l'alpinisme o fer acampada.
Sardes, a Salihli, era l'antiga capital de Lídia, que un cop va ser governada pel rei Cressus, cèlebre per la seva riquesa. A causa de nombrosos terratrèmols, la majoria de les restes visibles es remunten només a temps romans. Hi ha les restes del temple d'Àrtemis i un gimnàs restaurat, que exhibeix l'esplendor passada d'aquesta ciutat antiga. L'esplèndida sinagoga, que es remunta al segle iii, és un lloc que val la pena de ser visitat. Està decorada amb mosaics elaborats i plafons de pedra pintada enginyosament oberts.
Ak Hisar, l'antiga ciutat de Tiatira, era una de les Set Esglésies del Llibre de la Revelació i les restes de la ciutat antiga es van fundar en part de la ciutat anomenada Tepe Mezarlığı ('cementiri dels turons'). Més recentment, va esdevenir un important centre comercial a la província i ara és el segon més gran després de Manisa.
La ciutat d'Alaşehir està al lloc on es troben les restes de l'antiga ciutat de Filadèlfia, una altra de les set esglésies. Hi resta poca cosa de l'antiga ciutat, llevat d'algunes ruïnes d'una església romana d'Orient.
Les cases de Kula (Turquia) proporcionen exemples bonics d'arquitectura otomana.
Els pobles del Mont Yunt (Yunt Dağı) i les ciutats de Gördes, Kula i Demirci són famoses per les seves precioses catifes i kilims.
A més a més, hi ha molts brolladors d'aigües termals per tota l'àrea.
La província està altament desenvolupada en termes d'activitats industrials, que es concentren especialment en els quatre centres més grans: Manisa, Turgutlu, Ak Hisar i Salihli.